# Otway (Schiff)
Die Otway war ein 1909 in Dienst gestelltes Passagierschiff der britischen Reederei Orient Steam Navigation Company, das im Passagier- und Postverkehr von Großbritannien nach Australien eingesetzt wurde. Am 23. Juli 1917 wurde der Dampfer bei den Hebriden im Dienst als Hilfskreuzer von einem deutschen U-Boot versenkt.

## Das Schiff

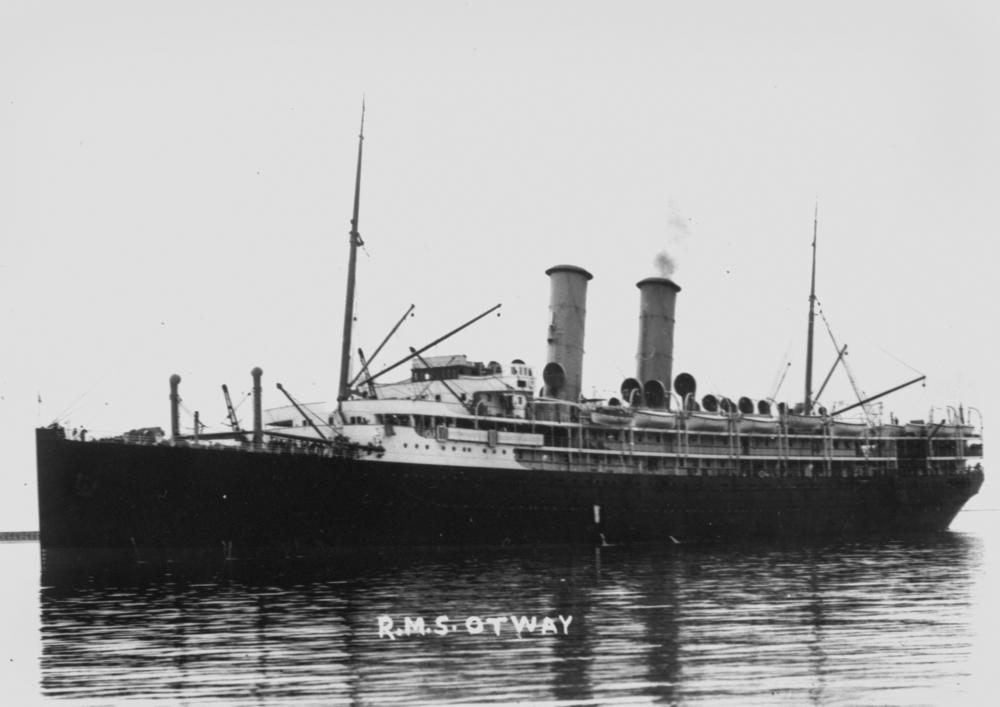
Backbordansicht

Das 12.077 BRT große Dampfschiff Otway wurde auf der Werft Fairfield Shipbuilders in Govan bei Glasgow gebaut. Das 163,32 Meter lange und 19,25 Meter breite Schiff hatte zwei Schornsteine, zwei Masten und zwei Propeller und wurde von zwei achtzylindrigen Vierfachexpansions-Dampfmaschinen angetrieben, die eine Geschwindigkeit von 18 Knotern ermöglichten. Die Passagierkapazität lag bei 280 Passagieren in der Ersten, 130 in der Zweiten und 900 in der Dritten Klasse. Den Passagieren der Ersten Klasse standen neben dem Speisesaal und dem Rauchsalon ein Musiksalon, eine Lounge, ein Lese- und Schreibsalon, ein Verandacafé, mehrere Bars sowie weitläufige Promenadendecks zur Verfügung. Zudem war ein elektrisch betriebener Fahrstuhl vorhanden.
Die Otway hatte fünf baugleiche Schwesterschiffe, die alle zwischen 1909 und 1911 in Dienst gestellt wurden: Die Orsova (I) (12.036 BRT), die Osterley (12.129 BRT), die Otranto (I) (12.077 BRT), die Orvieto (12.133 BRT) und die Orama (I) (12.927 BRT). Die Otway lief am 21. November 1908 vom Stapel und wurde im Mai 1909 fertiggestellt. Am 19. Juli 1909 lief sie in London zu ihrer Jungfernfahrt über Sues nach Melbourne, Sydney und Brisbane aus. Auf dieser Route verkehrte sie bis zum Kriegsausbruch.
1915 wurde der Dampfer von der Royal Navy für den Kriegseinsatz angefordert und in einen bewaffneten Hilfskreuzer (Armed Merchant Cruiser) umgewandelt. Am 23. Juli 1917 wurde die Otway, die zu dem Zeitpunkt zur Northern Patrol gehörte, in der Meerenge The Minch bei der Isle of Lewis von dem deutschen U-Boot UC 49 (Kapitänleutnant Karl Petri) torpediert und sank auf der Position 58° 54′ N, 6° 28′ W. Zehn Besatzungsmitglieder kamen durch die Torpedoexplosion ums Leben. Die Otway war das größte Schiff, das UC 49 im Ersten Weltkrieg versenkte.